# Presidentes do Clube Náutico Capibaribe
A lista a seguir contém os presidentes da história do Clube Náutico Capibaribe, de Recife.

## Ordem cronológica
| Período   | Presidente                                                                                             | Observações | Ref.                        |
| --------- | --- | --- | --------------------------- |
| 1901      | João Victor da Cruz Alfara                                                                             | Imigrante português fundador do Náutico. | [ 1 ]                       |
| 1908      | Ernesto Amorim Silva                                                                                   | |                             |
| 1909      | Thomas Comber                                                                                          | Criação do Departamento de Esportes Terrestres do Clube Náutico Capibaribe | [ 2 ]                       |
| 1912      | Thomas Comber                                                                                          | |                             |
| 1913–1914 | Ernesto Pereira Carneiro                                                                               | |                             |
| 1915      | Augusto Gonsalves da Silva                                                                             | |                             |
| 1916      | Bento Magalhães                                                                                        | |                             |
| 1917      | Thomas Comber                                                                                          | |                             |
| 1919      | Bento Magalhães                                                                                        | |                             |
| 1921      | Bento Magalhães                                                                                        | |                             |
| 1925      | Joaquim de Sá Barreto José Arruda de Albuquerque                                                       | |                             |
| 1926      | José Arruda de Albuquerque                                                                             | |                             |
| 1927–1928 | Joaquim Pessoa Guerra                                                                                  | |                             |
| 1929      | Audífax Gonçalvez Azevedo Joaquim Pessoa Guerra                                                        | | [ 3 ]                       |
| 1930      | Amaro Cavalcanti                                                                                       | |                             |
| 1933      | Amaro Menezes                                                                                          | |                             |
| 1934      | Victorino Maia                                                                                         | | [ 4 ]                       |
| 1938      | Manuel Cesar de Moraes Rego                                                                            | |                             |
| 1939      | Aroldo Fonseca Lima                                                                                    | | [ 4 ]                       |
| 1940      | José Arruda de Albuquerque                                                                             | |                             |
| 1941      | Raymundo Moura Filho                                                                                   | |                             |
| 1942–1945 | Neto Campelo Júnior                                                                                    | | [ 4 ]                       |
| 1946      | Aroldo Fonseca Lima                                                                                    | |                             |
| 1947      | José Alfredo Brandão Manuel Cesar                                                                      | |                             |
| 1948–1954 | Eládio de Barros Carvalho                                                                              | Da nome ao Estádio Eládio de Barros Carvalho, popularmente chamado de Aflitos. | [ 6 ]                       |
| 1955      | Abelardo Paraíso                                                                                       | |                             |
| 1956      | Heleno José Farias                                                                                     | |                             |
| 1957–1963 | Eládio de Barros Carvalho                                                                              | | [ 6 ]                       |
| 1964      | Wilson Campos                                                                                          | O centro de treinamento do Náutico leva o seu nome. | [ 8 ]                       |
| 1965      | Fernando Wanderley                                                                                     | | [ 4 ]                       |
| 1966      | Manuel Cesar de Moraes Rego                                                                            | | [ 4 ]                       |
| 1967–1968 | Luiz Carneiro de Albuquerque                                                                           | | [ 4 ]                       |
| 1969      | Luciano Azevedo                                                                                        | |                             |
| 1970      | Aldo Pinho Alves                                                                                       | |                             |
| 1971–1972 | Luiz Carneiro de Albuquerque                                                                           | |                             |
| 1973      | Aldo Pinho Alves                                                                                       | |                             |
| 1974      | João de Deus Carneiro Ribeiro                                                                          | | [ 4 ]                       |
| 1975      | Romero de Rego Barros Carlos Gilberto                                                                  | |                             |
| 1976      | Aloísio Siqueira Freire                                                                                | |                             |
| 1977–1978 | Vilberto do Rego Melo                                                                                  | | [ 9 ]                       |
| 1979–1980 | João de Deus Carneiro Ribeiro                                                                          | |                             |
| 1981–1982 | Hélio Dias de Assis                                                                                    | | [ 10 ]                      |
| 1983–1985 | Josemir Rosa de Correia Sobrinho                                                                       | | [ 11 ]                      |
| 1986–1987 | João Guerra                                                                                            | | [ 9 ]                       |
| 1988–1991 | Antônio Amante                                                                                         | | [ 12 ]                      |
| 1992–1993 | Josemir Rosa de Correia Sobrinho                                                                       | | [ 13 ]                      |
| 1994      | Antônio de Lima Barros                                                                                 | | [ 13 ]                      |
| 1995      | Josemir Rosa de Correia Sobrinho                                                                       | | [ 13 ]                      |
| 1996–1997 | Márcio Borba (renunciou) Roosevelt Menezes                                                             | | [ 15 ] [ 16 ]               |
| 1998–1999 | Josemir Rosa de Correia Sobrinho                                                                       | | [ 17 ]                      |
| 2000–2001 | Fred Oliveira (renunciou) André Campos                                                                 | | [ 18 ] [ 19 ]               |
| 2002–2003 | Sérgio Aquino (renunciou) Eduardo Araújo                                                               | Sérgio Aquino e Eduardo Araújo fizeram um acordo político onde, Aquino dirigiria o Clube no primeiro ano enquanto Araújo dirigiria no segundo. | [ 12 ] [ 21 ]               |
| 2004–2007 | Ricardo Valois                                                                                         | | [ 22 ] [ 23 ]               |
| 2008–2009 | Maurício Cardoso                                                                                       | | [ 24 ]                      |
| 2010–2011 | Berillo Júnior                                                                                         | | [ 25 ]                      |
| 2012–2013 | Paulo Wanderley                                                                                        | Primeiro presidente eleito pelos sócios do clube de forma direta | [ 27 ]                      |
| 2014–2015 | Gláuber Vasconcelos                                                                                    | | [ 28 ]                      |
| 2016–2018 | Marcos Freitas (renunciou) Ivan Brondi (renunciou) Gustavo Ventura (pediu licença) Ivan Pinto da Rocha | Marcos freitas foi eleito por dez votos de difereança sobre Edno Melo. Renunciou por problemas de saúde.Ivan Brondi sofreu ameaças e deixou o cargo.Gustavo entrou de licença da gestão após 57 dias de mandato,ele era presidente do Conselho Deliberativo antes de assumir.Ivan Pinto era vice-presidente do Conselho Deliberativo e ficou apenas 70 dias no cargo. | [ 30 ] [ 14 ] [ 32 ] [ 33 ] |
| 2018–2021 | Edno Melo                                                                                              | Eleito, em duas oportunidades, por aclamação.Também é o primeiro presidente reeleito desde Ricardo Valois. | [ 31 ] [ 36 ]               |
| 2022–     | Diógenes Braga                                                                                         | | [ 37 ]                      |